# Wydmuch (Miłomłyn)
Wydmuch – część miasta Miłomłyn. Rozpościera się wzdłuż ulicy Pasłęckiej na północny zachód od centrum miasta.
W latach 1975–1998 miejscowość administracyjnie należała do województwa olsztyńskiego.